# Trypetimorpha canopa
Trypetimorpha canopa är en insektsart som beskrevs av Rauno E. Linnavuori 1973. Trypetimorpha canopa ingår i släktet Trypetimorpha och familjen Tropiduchidae.
Artens utbredningsområde är Sudan. Inga underarter finns listade i Catalogue of Life.